# Shankar Dayal Sharma
Shankar Dayal Sharma (Bhopal, 19 de agosto de 1918 — Nova Deli, 26 de dezembro de 1999) foi o nono Presidente da Índia, entre 1992 e 1997. Antes da presidência, Sharma foi o oitavo Vice-Presidente da Índia sob o governo de Ramaswamy Venkataraman e Ministro do Gabinete (1956–1967), com as pastas da Educação, Justiça, Emprego Público, Indústria e Comércio, Recursos Nacionais e Receita. Foi presidente do Congresso Nacional Indiano entre 1972–1974, e regressou ao governo como Ministro da União para a Comunicação de 1974 a 1977.
A International Bar Association presenteou Sharma com a "Prêmio de Reconhecimento para as Lendas Vivas do Direito" pela sua contribuição de excelência internacional para as profissões de leis e dedicação ao governo pela lei.